# Сераскер
Сераскер (іноді сераскір) — в Османській імперії — головнокомандувач під час походу, яким як правило був великий візир.